# Floris Jespers

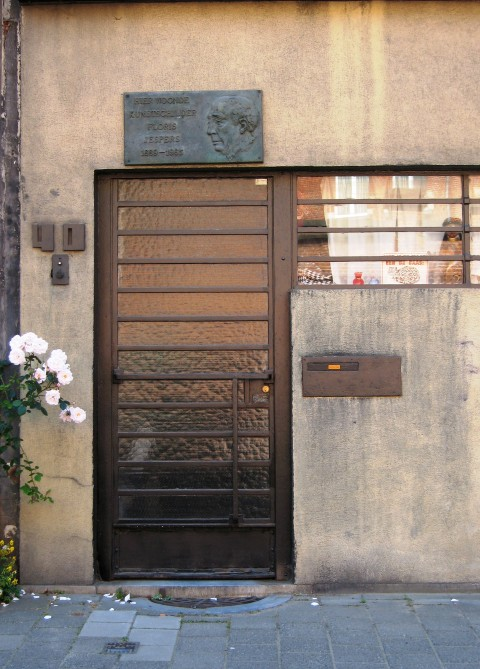
Portaal kunstenaarswoning Floris Jespers, Marialei 40, Antwerpen. Foto Jo Braeken

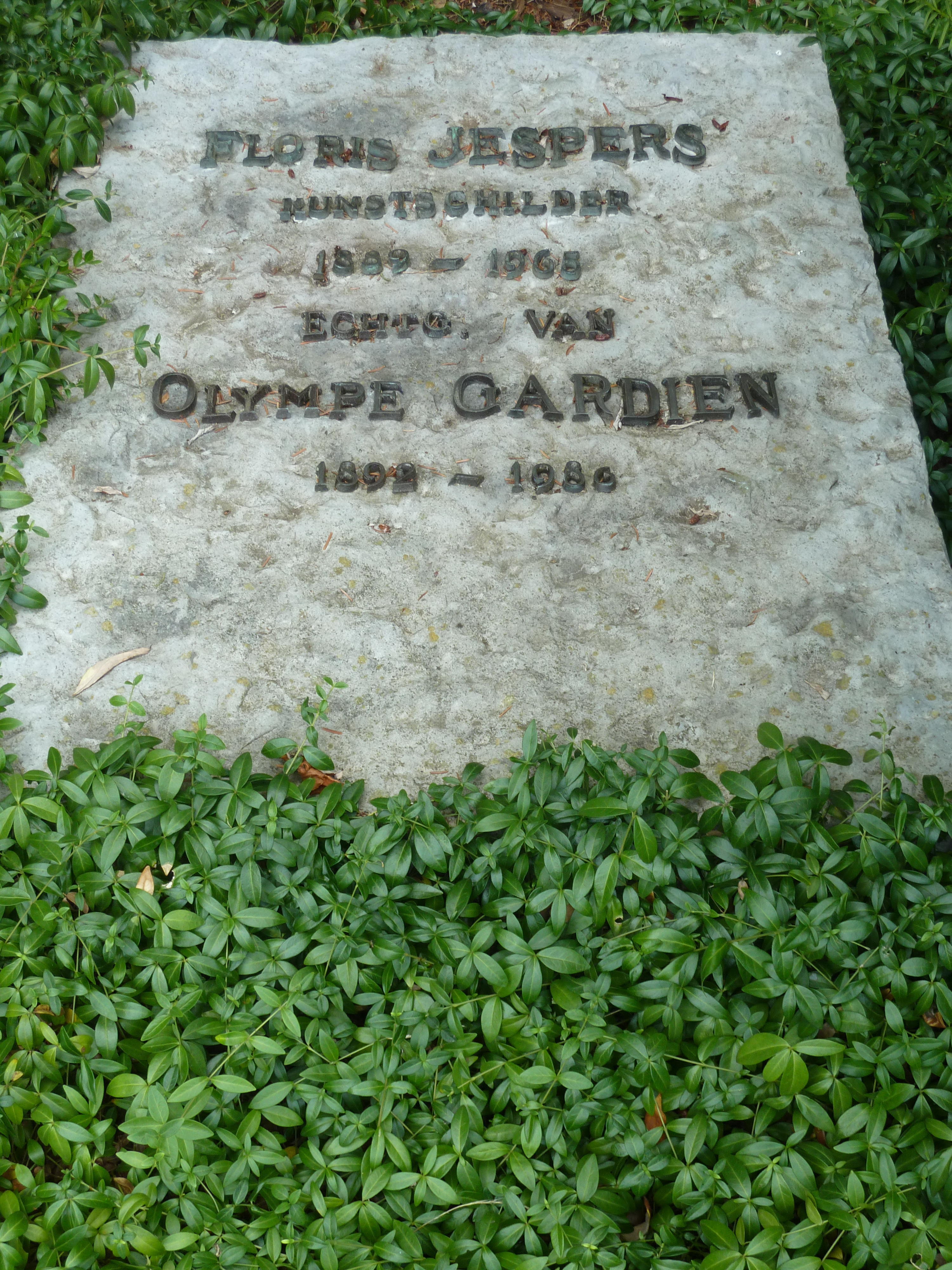
Graf op het Schoonselhof te Antwerpen

Floris Jespers (Borgerhout (Antwerpen), 18 maart 1889 – Antwerpen, 16 april 1965) was een Belgisch beeldend kunstenaar (schilder, graficus, beeldhouwer) en cellist.

## Leven en werk

### Antwerpen
Jespers werd geboren in een Antwerps kunstenaarsgezin. Zijn vader Emile Jespers was beeldhouwer. Samen met zijn oudere broer Oscar ging hij al op jonge leeftijd naar de Academie, waar hij les kreeg van Franz Courtens. Oscar werd beeldhouwer terwijl Floris schilder werd, maar ook allerlei andere beeldende kunsten uitoefende.
Geruime tijd hadden de broers hun kost verdiend met musiceren. Floris speelde cello. Ze traden op in music-halls en schouwburgen. In die periode maakte hij veel etsen over die wereld: obers en dansgasten, acrobaten en circuspaarden, clowns. Bij de Duitse aanval op Antwerpen, in september 1914, verbleef hij een maand in Nederland, waar hij door Evert Pieters in Blaricum werd opgevangen.
Tijdens een van hun optredens, in de Wintergarten aan de Antwerpse Meir, leerde Floris in 1915 Paul van Ostaijen kennen, die zijn grote vriend en bezieler zou worden. Van Ostaijen bracht hem in contact met internationale modernistische kunststromingen. De Antwerpse dichter en de advocaat René Victor vormden met Jespers, diens broer Oscar en een ander Antwerps schilder, Paul Joostens, de Bond zonder gezegeld papier, een van de eerste modernistische groepen in België. Van Ostaijen noemt Jespers trouwens onder andere in de aanhef van zijn bekende gedicht "Hulde aan Singer", terwijl hij diens tweejarig zoontje heeft vereeuwigd in "Marc groet 's morgens de dingen". De vriendenkring was goed op de hoogte van de Avant-garde-beweging, van Ostaijen correspondeerde met de futurist Filippo Marinetti en de Duitse expressionist Herwarth Walden. 
Alvorens zich in Antwerpen te vestigen had hij zijn atelier in verschillende dorpen in de omgeving: Zwijndrecht, Melsele, Rupelmonde, en aan het einde van de Eerste Wereldoorlog in Oude God (Mortsel), waar een iconische foto werd gemaakt van Paul van Ostaijen met de twee broers.
Floris Jespers en van Ostaijen gaven samen twee geïllustreerde literaire werken uit, terwijl later de bundel Klemmen voor zangvogels (1930) van Gaston Burssens en de roman Vastenavond (1932) van Theo Bogaerts sr. door Jespers werden voorzien van grafische beelden. Aanvankelijk zou hij ook van Ostaijens Bezette stad illustreren, maar ze konden het niet eens worden, omdat hij volgens de dichter ook koppig wijzigingen in de tekst bleef eisen. Uiteindelijk zorgde Floris' broer Oscar voor de afbeeldingen.
Uiteraard portretteerde hij ook personen uit zijn omgeving, in 2017 werd nog een door hem gemaakt portret van Paul van Ostaijen ontdekt.
Als beeldend kunstenaar was Jespers voortdurend op zoek, experimenterend met nieuwe technieken en stijlen. Hij heeft allerlei moderne stijlen uitgeprobeerd en vertoonde een zeer grote productiviteit. Hij begon met impressionistische werken in de trant van de Antwerpenaren Richard Baseleer en Frans Hens. Gedurende de Eerste Wereldoorlog schilderde hij zeegezichten in een constructivistische stijl.
Onder invloed van Rik Wouters neigde hij vervolgens naar fauvisme, zowel wat betreft zijn kleurenpalet als thematiek. Vanaf 1918 kwam hij in contact met de groep kunstenaars die in de Brusselse galeries  Le Centaure (gerund door Walter Schwarzenberg) en Sélection (horend bij het gelijknamige tijdschrift) exposeerden. Kubistische elementen à la Picasso deden hun intrede en hij  schilderde af en toe abstracte werken, maar het figuratieve bleef dominant. Roger Avermaete noemt zijn kubisme "leesbaar, in de trant van André Lhote".
Het tijdschrift Sélection was de opvolger van het door Paul Neuhuys en Willy Koninck gestichte dadaïstische maandblad Ça ira!, dat van 1920 tot 1923 verscheen en waarvoor Jespers ook illustraties maakte.
In de jaren twintig ging hij bij de belangrijkste Vlaamse expressionisten horen en ontstonden zijn belangrijkste werken met hoogtepunten als Adam en Eva (1924), Het schaakspel (1926), Bonjour Ostende (1927) en Salut, Messieurs! (1927) - Jespers gaf zijn werken meestal Franstalige titels.
Van Heinrich Campendonk leerde hij de techniek van de verres églomisés, die hij vanaf medio jaren twintig veel toepaste, met vaak clowns als onderwerp. Vanaf glasplaten maakte hij ook monoprints. Hij gaf in de twintiger jaren les aan Edith Van Leckwyck, later hoorde Hans van Zummeren tot zijn leerlingen.

### Knokke
Toen de gebroeders Jespers in november 1914 op bezoek gingen bij de in Kamp Zeist geïnterneerde Rik Wouters maakten ze er kennis met de uit Westkapelle afkomstige kamparts Raimond De Beir, die erg geïnteresseerd was in modernistische kunst. De arts vestigde zich na de Eerste Wereldoorlog in Knokke en hield, mede ook via de bevriende architect Huib Hoste, intensief contact met Antwerpse kunstenaars. Hij kocht werken van Vlaamse expressionisten, die van Floris Jespers vormden op den duur het grootste deel van zijn verzameling. 
Vanwege de zee en de polders als inspiratiebron ging deze laatste in de jaren twintig steeds meer in Knokke verblijven, ook als gast of door bemiddeling van De Beir. In 1924 had deze door Hoste zijn Zwarte Huis laten bouwen en in 1930 bouwde hij ernaast een klein appartementsgebouw, waar de schilder de bovenste etage buiten het toeristenseizoen kon gebruiken om er te werken. Hier maakte hij veel achterglasschilderingen van clowns en ook portretten van zijn bekenden in Knokke, zoals De Beir en diens dochter Lieve, de latere vrouw van Eugène Mattelaer. Vanaf 1925 tot ongeveer 1932 maakte hij veel gravures, evenals hout- en linosneden. Hij droeg bij aan het illustreren van de Contes d'Horace Van Offel (1935) en de Fabels (1941) van Fred Walewijn.
Jespers uitte de wens een tweede atelier te beginnen op het platteland bij Knokke en De Beir vond voor hem een locatie aan de Graaf Jansdijk in het gehucht De Vrede, waar hij van 1934 tot 1947 in vijf opeenvolgende stappen een terrein aankocht. Aanvankelijk stond dit bekend als Den Bries, later als De Vijf Ringen. Hier en in de omgeving (die hij zelf vaak als Het Kalf benoemde) schilderde hij tot vlak voor de Tweede Wereldoorlog veel polder- en wilgenlandschappen, vaak met monumentaal afgebeelde dieren; ook gaf hij er les aan anderen (bv. Yette Nyssens). Zijn églomisés van clowns vonden navolging bij Leo Poppe, een vriend van De Beir. Hij verkocht echter weinig werken, maar gebruikte deze vaak om in natura te betalen.
Hij ontwierp ook monumentale tapijtontwerpen voor de wereldtentoonstellingen in Parijs (1937) een van de wandtapijten is momenteel te bezichtigen in Veurne in de Sint-Niklaastoren, het tapijt stelt de kermis van Veurne voor en de Boetprocessie. en New York (1939): respectievelijk twee en vier ontwerpen, die wemelden van folkloristische figuren.

### Kongo
In 1951 zocht het echtpaar Jespers hun zoon Marc in Congo op, die er als arts in de mijnstreek Katanga in een ziekenhuis werkte, bovendien kreeg Floris Jespers een beurs van het Ministerie van Koloniën. Hij raakte er meteen sterk getroffen door het land en zijn bewoners, waarvan hij een abstract en mysterieus beeld weergaf. Hij noemde Congo het mooiste land ter wereld en verbleef er in de volgende zeven jaren driemaal gedurende een jaar. Hij maakte toen veel kubistische werken, geïnspireerd door Afrikaanse kunst. De periode vanaf dan tot aan zijn dood in 1965 wordt vaak als een tweede hoogtepunt in zijn carrière beschouwd, wat echter ten onrechte zou impliceren dat hij jarenlang werk van mindere kwaliteit leverde.
Hij was vanaf 1945 in Knokke al begonnen met ook beelden te maken, maar vanaf zijn tweede reis naar Kongo werd dit land ook wat dat betreft een belangrijke inspiratiebron, zodat hij de derde beeldhouwer van het gezin van Emile Jespers werd. Die schilderijen en beelden werden zowel in België als in Afrika tentoongesteld.
Voor het Congolese paviljoen van de Expo 58 maakte hij in opdracht van Ministerie van Koloniën een (nu verdwenen) wandschildering van 10 bij 30 meter, La Synthèse de Congo, naar een eigen origineel van 2 bij 6 meter, terwijl Luc Peire er tegelijk zijn abstracte Mwinda Mingi-doek tentoonstelde.
De meningen over Floris Jespers blijven tot op heden verdeeld. Sommigen zien hem als een epigoon van vele meesters (Wouters, Campendonk, Chagall, Permeke), anderen benadrukken dat hij in de navolging van meerdere stijlen steeds zijn artistieke authenticiteit kon bewaren.
In het voorjaar van 2005 bracht het Provinciaal Museum voor Moderne Kunst in Oostende (sedert de fusie met het M.S.K. Oostende in 2008 gekend als Mu.ZEE, dat een aantal werken van Floris Jespers bezit) een hulde aan hem met een retrospectieve.

## Familie
Jespers was getrouwd met Olympe Gardien.
Een van Jespers' kleinzonen was de letterkundige Henri-Floris Jespers (1944-2017), zoon van Paul.

## Tentoonstellingen
- 1927, Hamburg, Kunsthalle, Europäische Kunst der Gegenwart, Zentenaraustellung des Kunstvereins Hamburg (cat. 6 - 7)
- 2015, Knokke-Heist, Cultuurcentrum Scharpoord: Floris Jespers, Kongo-Knocke
- 24.02 - 14.04.2023 Cera Leuven: Sprekend Floris